# Dąbrowa Górnicza
Dąbrowa Górnicza – dél-lengyelországi város a sziléziai vajdaságban. Dąbrowa Górnicza, bár a sziléziai vajdaság része, Kis-Lengyelország része, nem pedig Szilézia.

## Történelem
Az első említés 1755-ből való a településről. 1773-ban, Lengyelország első felosztása során a Porosz Királysághoz került. 1807-ben a napóleoni Varsói Hercegség, majd 1815-től az Orosz Birodalom protektorátusának, a Lengyel Királyságnak része lett. 1859-ben megnyitották a Bécs–Varsó–Szentpétervár vasútvonalat.
1920-ban a Kis-Lengyelországi Vajdaság része lett. 1939-es német megszállás súlyosan érintette a várost. A második világháború után ismét Lengyelország része.

## Testvértelepülések
- Cămpulung Moldovenesc, Románia
- Alcsevszk,  Ukrajna
- Studénka,  Csehország